# Leo Varadkar
Leo Eric Varadkar, irski politik in zdravnik, * 18. januar 1979, Dublin.
Po izobrazbi je zdravnik, a je večino časa deloval kot politik; bil je irski minister za promet, turizem in šport, minister za zdravje in minister za socialno zaščito. Po izvolitvi na mesto predsednika desno sredinske stranke Fine Gael, je 14. junija 2017 postal najmlajši predsednik vlade Irske - taoiseach. Mandat je zaključil 27. junija 2020, ko je postal podpredsednik vlade. V skladu s koalicijsko pogodbo je vodenje vlade znova prevzel 17. decembra 2022. 

## Zgodnje življenje
Rodil se je v Dublinu kot tretji otrok Ashoka in Mirjam Varadkar. Oče Ashok izvorno prihaja iz Mumbaja, Indija, v šestdesetih letih pa je prišel v Združeno kraljestvo, kjer je nadalje deloval kot zdravnik. Z mamo Mirjam, ki je bila medicinska sestra, se je spoznal v mestu Slough. Po poroki leta 1971 sta nekaj časa živela v Leicesteru, kjer se je rodila Leova najstarejša sestra Sophie. Družina se je nato začasno preselila v Indijo, leta 1973 pa so se ustalili v irskem glavnem mestu Dublinu. Kljub temu, da je bil oče hindujec, mama pa katoličanka, sta otroke vzgajala v krščanstvu. Leo se je izobraževal v nacionalni šoli sv. Frančiška Ksaverija v Blanchardstownun nadalje pa v bolnišnici The King's v Palmerstownu. 

### Študij
Sprejet je bil na Trinity College Dublin (TCD), kjer je študiral pravo, a je kasneje prešel na medicino. Po opravljenem pripravništvu v indijskem Mumbaju je leta 2003 diplomiral. Sprva je deloval v bolnišnici St. James in v bolnišnici Connolly, leta 2010 pa se je kvalificiral za splošnega zdravnika.

## Politika
Aktivno se je začel vključevati v politiko, najprej v mlado krilo irske liberalno-krščansko demokratske stranke Fine Gael ter v podmladek Evropske ljudske stranke. Izbran je bil v Washingtonski program za storitve in vodenje (WIP); to je prestižni polletni program osebnega in poklicnega razvoja v Washingtonu, za študente z Irske.

Po volitvah leta 2011 je stranka Fine Gael z laburisti oblikovala koalcijo pod vodstvom Enda Kennya. Varadkar imenovan za ministra za promet, turizem in šport. 
Po preoblikovanju vlade Enda Kennya, je Leo Varadkar postal irski minister za zdravje. V izteku mandata je prah dvignil z rezom 12 milijonov evrov od 35 milijonov vrednega proračuna, namenjenega duševnemu zdravju, kar je argumentiral s preusmeritvijo v področja, kjer bi se denar porabil bolj učinkovito.
Ob nastopu drugega mandata predsednika irske vlade, je Enda Kenny Varadkarja imenoval na mesto ministra za socialno zaščito.

### Predsednik vlade Irske (taoiseach)
2. junija 2017 je bil Leo Varadkar izvoljen za predsednika stranke Fine Gael. 14. junija je ob podpori parlamenta postal najmlajši taoeiseach moderne Irske, poleg tega je tudi prvi gej na tem položaju ter prvi s polovično indijskim poreklom. Prva napoved na novi poziciji je bila napoved referenduma o splavu ter napoved vladnega načrta za nizkoogljično gospodarstvo. Med epidemijo virusa SARS-CoV-2 se je vpisal v zdravstveni register in tako državljanom priskočil na pomoč kot zdravnik.
Na generalnih volitvah, ki so na Irskem potekale 8. februarja 2020, je Vardkarjeva stranka Fine Gael osvojila tretji rezultat - 20,9 % glasov in s tem izgubila 12 poslanskih mest. Po štirimesečnih koalicijskih pogajanjih je 27. junija 2020 prisegla nova vlada pod vodstvom desnosredinske stranke Fianna Fail, ki sta jo sestavljali še Varadkarjev Fine Gael in stranka Zeleni. Varadkarju je ob tem pripadel položaj Tánaisteja oz. drugega človeka vlade. V skladu s koalicijsko pogodbo je ta položaj opravljal do polovice sklica, 17. decembra 2022 pa je znova postal predsednik vlade.

## Zasebno
Živi v partnerski zvezi z zdravnikom Matthewom Barrettom. Svojo istospolno usmerjenost je Varadkar javno prvič razkril v radijskem intervjuju leta 18. januarja 2015 na svoj 36. rojstni dan.
Zaključil je tečaj poklicne irščine ter prilagodil svoj priimek v Leo de Varad.